# Koszykówka na Letnich Igrzyskach Olimpijskich 2016
Koszykówka na Letnich Igrzyskach Olimpijskich 2016 w Rio de Janeiro rozegrany został w Olympic Training Center. Turnieje odbył się w dniach 6-21 sierpnia 2016 roku.
W Rio de Janeiro wystąpiło 12 drużyn kobiecych i 12 męskich.

## Uczestnicy

### Mężczyźni
| Zawody                          | Data                           | Miejsce                           | Drużyna             |
| ------------------------------- | ------------------------------ | --------------------------------- | ------------------- |
| Gospodarz                       | –                              | –                                 | Brazylia            |
| Mistrzostwa Świata              | 31 sierpnia – 14 września 2014 | Hiszpania                         | Stany Zjednoczone   |
| Mistrzostwa Oceanii             | 15-18 sierpnia 2015            | Australia/ Nowa Zelandia          | Australia           |
| Mistrzostwa Afryki              | 19-30 sierpnia 2015            | Tunezja                           | Nigeria             |
| Mistrzostwa Ameryki             | 31 sierpnia – 12 września 2015 | Meksyk                            | Wenezuela Argentyna |
| Mistrzostwa Europy              | 5-20 września 2015             | Chorwacja/ Francja/ Niemcy/ Łotwa | Hiszpania Litwa     |
| Mistrzostwa Azji                | 23 września – 3 października   | Chiny                             | Chiny               |
| Światowy Turniej Kwalifikacyjny | 4-10 lipca 2016                | Belgrad                           | Serbia              |
| Światowy Turniej Kwalifikacyjny | 4-10 lipca 2016                | Pasay                             | Francja             |
| Światowy Turniej Kwalifikacyjny | 4-10 lipca 2016                | Turyn                             | Chorwacja           |

### Kobiety
| Zawody                          | Data                              | Miejsce                  | Drużyna           |
| ------------------------------- | --------------------------------- | ------------------------ | ----------------- |
| Gospodarz                       | –                                 | –                        | Brazylia          |
| Mistrzostwa Świata              | 27 września – 5 października 2014 | Turcja                   | Stany Zjednoczone |
| Mistrzostwa Europy              | 11-28 czerwca 2015                | Węgry/ Rumunia           | Serbia            |
| Mistrzostwa Ameryki             | 9-16 sierpnia 2015                | Kanada                   | Kanada            |
| Mistrzostwa Oceanii             | 15-17 sierpnia 2015               | Australia/ Nowa Zelandia | Australia         |
| Mistrzostwa Azji                | 29 sierpnia – 5 września 2015     | Chiny                    | Japonia           |
| Mistrzostwa Afryki              | 24 września – 4 października 2015 | Kamerun                  | Senegal           |
| Światowy Turniej Kwalifikacyjny | 13-19 czerwca 2016                | Nantes                   | Białoruś          |
| Światowy Turniej Kwalifikacyjny | 13-19 czerwca 2016                | Nantes                   | Chiny             |
| Światowy Turniej Kwalifikacyjny | 13-19 czerwca 2016                | Nantes                   | Francja           |
| Światowy Turniej Kwalifikacyjny | 13-19 czerwca 2016                | Nantes                   | Hiszpania         |
| Światowy Turniej Kwalifikacyjny | 13-19 czerwca 2016                | Nantes                   | Turcja            |

## Medaliści
| Konkurencja      | Złoto | Srebro | Brąz |
| Turniej mężczyzn | Stany Zjednoczone Jimmy Butler Kevin Durant DeAndre Jordan Kyle Lowry Harrison Barnes DeMar DeRozan Kyrie Irving Klay Thompson DeMarcus Cousins Paul George Draymond Green Carmelo Anthony         | Serbia Miloš Teodosić Marko Simonović Bogdan Bogdanović Stefan Marković Nikola Kalinić Nemanja Nedović Stefan Birčević Miroslav Raduljica Nikola Jokić Vladimir Štimac Stefan Jović Milan Mačvan | Hiszpania Pau Gasol Rudy Fernández Sergio Rodríguez Juan Carlos Navarro José Calderón Felipe Reyes Víctor Claver Guillermo Hernangómez Álex Abrines Sergio Llull Nikola Mirotić Ricky Rubio     |
| Turniej kobiet   | Stany Zjednoczone Lindsay Whalen Seimone Augustus Sue Bird Maya Moore Angel McCoughtry Breanna Stewart Tamika Catchings Elena Delle Donne Diana Taurasi Sylvia Fowles Tina Charles Brittney Griner | Hiszpania Leticia Romero Laura Nicholls Silvia Domínguez Alba Torrens Laia Palau Marta Xargay Leonor Rodríguez Lucila Pascua Anna Cruz Laura Quevedo Laura Gil Astou Ndour                       | Serbia Tamara Radočaj Sonja Petrović Saša Čađo Sara Krnjić Nevena Jovanović Jelena Milovanović Dajana Butulija Dragana Stanković Aleksandra Crvendakić Milica Dabović Ana Dabović Danielle Page |

## Tabela medalowa
| Miejsce | Państwo           | Złoto | Srebro | Brąz | Razem |
| ------- | ----------------- | ----- | ------ | ---- | ----- |
| 1.      | Stany Zjednoczone | 2     | 0      | 0    | 2     |
| 2.      | Hiszpania         | 0     | 1      | 1    | 2     |
| 2.      | Serbia            | 0     | 1      | 1    | 2     |